# Parafin
Parafin, v kapljevinski obliki tudi parafinsko olje, je zmes nasičenih ogljikovodikov z več kot 18 ogljikovimi atomi. Pri sobni temperaturi je to trdna voskasta snov, ki se prične taliti pri temperaturi nad 37 ºC. Parafinsko olje je mineralna tolšča – viskozna oljnata zmes rumenkasto bele barve brez vonja in okusa. Pridobiva se iz nafte. Ima neomejen rok trajanja, razen v zdravstvu, kjer se uporablja kot zdravilo.

## Uporaba
Uporablja se v primerih, kjer je zaželena nevtralna reakcija, ker parafin nima dobrih lastnosti razgrajevanja. Uporablja se v:
- medicini, kot sredstvo za odstranjevanje ušesnega masla in tekočina za čiščenje kože.
- strojni industriji za izdelavo tesnil in pnevmatik.
- živilski industriji, kot zaščitno sredstvo, ker je neoporečen (kot CO2).
- papirni industriji za povoščen papir.
- tekstilni industriji za impregnacijo blaga in kot mazivo za pomožna sredstva v tej panogi.
- trdni parafin se uporablja za izdelavo sveč.

Da se obarva belo, mu dodajajo stearin. Tipične lastnosti parafina, ki jih lahko kontroliramo in izmerimo, vključujejo tališče, ledišče, trdoto, vsebnost nafte oz. olja, lepljivost in barvo. Ker pa obstaja veliko vrst parafinov, ki imajo različne lastnosti, moramo paziti pri uporabi le teh, saj niso vsi uporabni za vse. Poleg tega moramo upoštevati njegove funkcionalne lastnosti. Te lastnosti vključujejo prosojnost in neprozornost, videz (npr. suh, voskast, lisast bleščeč vosek), upogljivost... Kombinacija fizičnih in uporabnih lastnosti lahko brez dvoma določi kateri vosek - parafin je uporaben za določen primer.

## Pridobivanje
Dobimo ga s suho destilacijo rjavega premoga in iz stranskih proizvodov (naftni derivat). Naftni derivati poleg parafina vsebuje še veliko drugih snovi (različna olja , maščobe, ...) zato ga morajo očistiti.
Ker postopki prečiščevanja v naftni rafineriji niso standardizirani, poznamo okoli 400 različnih vrst parafina. Najpogostejši parafin ima tališče med 48 in 58 °C. Zanj je značilna kristalna struktura. Formula za parafin: H3C-(CH2)n-CH    n - ŠTEVILO MOLOV = 24

## Nevarne lastnosti
Parafin je ob zaužitju zdravju škodljiv, saj lahko povzroči poškodbo pljuč. Vžigalna temperatura je od 220 oC do 250oC. Hlapi tvorijo z zrakom eksplozivne zmesi. Za gašenje majhnih požarov uporabljamo aparate na prah, ogljikov dioksid ali vodo. Za velike požare uporabimo peno ali razpršen vodni curek.